# Sa’id al-Mufti
Sa’id al-Mufti, arab. ‏سعيد المفتي‎ (ur. ok. 1898 w Ammanie, zm. 25 marca 1989) – jordański polityk pochodzenia czerkieskiego, wieloletni przywódca Czerkiesów jordańskich, trzykrotny premier Jordanii od kwietnia do grudnia 1950, od maja do grudnia 1955 oraz od maja do lipca 1956.

## Życiorys
Społeczność czerkieska zamieszkująca na terytorium utworzonego w 1921 emiratu Transjordanii była jedną z pierwszych, które uznały władzę Haszymitów i emira Abd Allaha. Obok przywódców czerkieskich Abd Allah uzyskał poparcie plemiennej konfederacji Banu Sachr oraz najznaczniejszych rodów miejskich. W pierwszych miesiącach panowania w Transjordanii emir mieszkał w prywatnym domu Sa’ida al-Muftiego. W 1924 al-Mufti rozpoczął służbę w administracji lokalnej w Ammanie. Zdecydowanie sprzeciwiał się uzależnieniu Transjordanii od Wielkiej Brytanii, popierał monarchię haszymicką. W 1944 był w rządzie Transjordanii ministrem komunikacji oraz ministrem spraw wewnętrznych.
Pierwszy raz objął stanowisko premiera niepodległej już Jordanii po I wojnie izraelsko-arabskiej i przyłączeniu do Jordanii Zachodniego Brzegu. Rządem kierował od 12 kwietnia do 4 grudnia 1950, następnie odszedł ze stanowiska, które objął Samir ar-Rifa’i, sam pozostając wicepremierem. Zaakceptował dominację brytyjską w Jordanii, uznając ją za koniecznąPo raz drugi stał na czele rządu Jordanii między 30 maja a 15 grudnia 1955, w okresie, gdy ważyły się losy przystąpienia kraju do Paktu Bagdadzkiego. W rzeczywistości nie zdołał sformować gabinetu, gdyż nie pozyskał do niego polityków pochodzenia palestyńskiego; wówczas król Husajn powierzył misję jego tworzenia Hazzie al-Madżalemu. Po raz ostatni pełnił obowiązki premiera Jordanii między 22 maja a 1 lipca 1956. Następnie pozostawał w rządzie na różnych stanowiskach do 1963, gdy mianowany został przewodniczącym jordańskiego Senatu. Urząd ten sprawował przez jedenaście lat.